# Тобольский район
Тобо́льский райо́н — административно-территориальная единица (район) и муниципальное образование (муниципальный район) в Тюменской области России.
Административный центр — город Тобольск, основной узел северной части юга Тюменской области, второй по численности город региона.

## География
Тобольский район находится в северо-западной части территорий Тюменской области, не входящих в состав её автономных округов. Вместе с Уватским, Вагайским и Нижнетавдинским районами Тобольский район входит в северную группу районов юга области. Площадь района — 17221,53 км², что составляет приблизительно 1,176 % от общей площади Тюменской области.
Тобольский район окружает со всех сторон город окружного значения Тобольск, а также граничит:
- на западе — с Тавдинским районом соседней Свердловской области;
- с пятью другими районами Тюменской области:
  - на северо-западе — с Кондинским районом соседнего Ханты-Мансийского автономного округа — Югры,
  - с четырьмя другими районами области, не входящими в состав автономных округов:
    - на северо-востоке — с Уватским,
    - на востоке — с Вагайским,
    - на юге — с Ярковским,
    - на юго-западе — с Нижнетавдинским.

Район находится в подтаёжной зоне. Подтаёжная зона — южнотаёжная территория, разбитая двумя крупнейшими реками — Иртышом и Тоболом на три сектора: Северо-восточный — возвышенность Тобольский материк, водно-аллювиальная, залесенная, с верховыми болотами, слабоосвоенная, Западный — заболоченная труднопроходимая слабоосвоенная местность, на юге сектора — крупный приток Тобола — Тавда, Южный — чередование ряда возвышенных освоенных и заболоченных, низменных мест, в основном территория Вагайского района.
В районе много озёр. Наиболее крупные: Андреевское, Большое Карасье, Большой Шишкарым, Чебургинское, Нанчино и другие.

## Население
| 2002    | 2009    | 2010    | 2011    | 2012    | 2013    | 2014    |
| ------- | ------- | ------- | ------- | ------- | ------- | ------- |
| 23 679  | ↘22 892 | ↘22 354 | ↘22 301 | ↘21 869 | ↘21 674 | ↘21 394 |
| 2015    | 2016    | 2017    | 2018    | 2019    | 2020    | 2021    |
| ↘21 367 | ↘21 282 | ↘21 151 | ↘20 895 | ↘20 535 | ↘20 291 | ↗22 133 |

В 2005 году численность населения составляла 23,3 тыс. жителей. На 1 января 2009 года численность населения района составила 22 892 человека. Национальный состав района: русские — 63 %, татары — 31 %, украинцы — 1,4 %, немцы — 1 %, остальные — представители других национальностей. По итогам переписи 2010 года численность населения составила 22 815 человек, из них 37,6 % татары.
Этнически население района делится преимущественно на русских и татар. Русские — старожилы Сибири (проживают в сельской местности и Тобольске) и новые переселенцы (1970—1980-х годов, проживают в Тобольске и окрестностях — пгт Сумкино, Иртышский, удалённый район города Менделеево). Татары — тобольские (сельская местность вокруг города, а также рыбацкие деревни в долине Иртыша и Тобола), заболотные (население Лайтамакского сельсовета, к западу от Тобольска за Иртышом и обширной заболоченной территорией), волжские (переселенцы конца двадцатого века).

## История
Тобольский район был образован на основании постановлений ВЦИК от 3 и 12 ноября 1923 года в составе Тобольского округа Уральской области из Абалакской, Бухарской, Кугаевской, Тобольской городовой, части Бегишевской, части Вагайской, части Куларовской, части Надцинской и части Тоболтуринской волостей Тобольского уезда Тюменской губернии.
В район вошло 40 сельсоветов: Абалакский, Алымский, Байкаловский, Бакшеевский, Бизинский, Блинниковский, Бобровский, Большекугаевский, Бронниковский, Булашёвский, Вагайский, Вармахлинский, Верхнеаремзянский, Верхнефилатовский, Ермаковский, Загваздинский, Ивановский, Карачинский, Каштакский, Клепаловский, Куларовский, Кутарбитский, Мазуровский, Малокугаевский, Масловский, Медведчиковский, Морозовский, Нижнеаремзянский, Нижнефилатовский, Новосельский, Овсянниковский, Подрезовский, Полуяновский, Савинский, Сеитовский, Слинкинский, Сорокинский, Тахтаирский, Тоболтуринский, Чебургинский.
25 декабря 1924 года — Большекугаевский сельсовет переименован в Кугаевский, Вагайский — в Ярковский, Клепаловский — в Чукманский, Малокугаевский — в Субаревский, Морозовский — в Красноярский.
14 января 1925 года — Байкаловский, Булашёвский, Кутарбитский, Мазуровский, Сеитовский, Сорокинский, Тахтаирский, Тоболтуринский и Чебургинский сельсоветы переданы во вновь созданный Булашёвский район. Алымский, Красноярский, Новосельский и Слинкинский сельсоветы переданы в Уватский район.
15 сентября 1926 года — образованы Комаровский и Саусканский сельсоветы (фактически организованы в 1927—1928 бюджетном году).
8 октября 1926 года — Бобровский сельсовет переименован в Комарицкий.
9 января 1929 года — Ярковский сельсовет переименован в Вагайский.
7 января 1932 года — из упразднённого Байкаловского района переданы Александровский, Байкаловский, Бехтеревский, Булашёвский, Кутарбитский, Мазуровский, Сеитовский, Сорокинский, Тоболтуринский, Хмелёвский и Чебургинский сельсоветы.
17 января 1934 года — район вошёл в состав Обско-Иртышской области.
7 декабря 1934 года — вошёл в состав Омской области.
25 января 1935 г. — Александровский, Вагайский и Куларовский сельсоветы переданы в Вагайский район.
10 декабря 1935 г. вошёл в состав вновь образованного Тобольского административного округа.
4 июля 1937 г. — во вновь образованный Байкаловский район переданы Байкаловский, Бехтеревский, Булашёвский, Кутарбитский, Мазуровский, Сеитовский, Сорокинский, Тоболтуринский, Хмелевский и Чебургинский сельсоветы.
14 августа 1944 года передан в состав образованной Тюменской области.
17 июня 1954 г. упразднены Блинниковский, Ермаковский, Каштакский, Комарицкий, Комаровский, Савинский, Саусканский, Чукманский сельсоветы.
22 декабря 1954 г. Подрезовский сельсовет переименован в Ермаковский.
28 марта 1955 г. Бронниковский сельсовет переименован в Шестаковский.
5 мая 1955 г. Медведчиковский сельсовет упразднён.
18 июня 1959 г. образован Надцынский сельсовет. Нижнефилатовский и Субаревский сельсоветы объединены в Ушаровский. Нижнеаремзянский сельсовет упразднён.
28 мая 1960 г. упразднён Полуяновский сельсовет.
9 июля 1960 г. в состав района вошли Байкаловский, Булашевский, Кутарбитский, Тоболтуринский и Хмелёвский сельсоветы, переданные из упразднённого Байкаловского района.
1 февраля 1963 г. образован укрупнённый Тобольский сельский район с включением в его состав упразднённого Уватского района (12 сельсоветов).
14 мая 1963 г. Ивановский сельсовет переименован в Прииртышский.
28 сентября 1963 г. упразднены Лугово-Субботинский и Лымкоевский сельсоветы, ранее входившие в состав Уватского района.
12 января 1965 г. сельский район преобразован в район и разукрупнён. Во вновь образованный Уватский район передано 10 сельсоветов, входивших в него до упразднения.
15 сентября 1965 г. упразднён Кугаевский сельсовет.
24 января 1968 г. Бакшеевский сельсовет переименован в Санниковский, Бизинский — в Ворогушинский, Вармахлинский — в Лайтамакский, Тоболтуринский — в Дегтярёвский.
11 февраля 1971 г. упразднён Масловский сельсовет.
12 августа 1971 г. образован Иртышский сельсовет.
29 октября 1974 г. Хмелёвский сельсовет переименован в Сетовский, Шестаковский — в Малозоркальцевский.
17 октября 1979 г. образованы Ачирский и Полуяновский сельсоветы.
26 марта 1982 г. образован Хмелёвский сельсовет.
27 октября 1989 г. Верхнефилатовский сельсовет переименован в Башковский.

## Символы Тобольского муниципального  района
22 июля 2008 Думой Тобольского муниципального района  было вынесено решением № 29 о утверждении нового герба и флага Тобольского муниципального района.

### Герб Тобольского муниципального района Тюменской области
Описание герба:

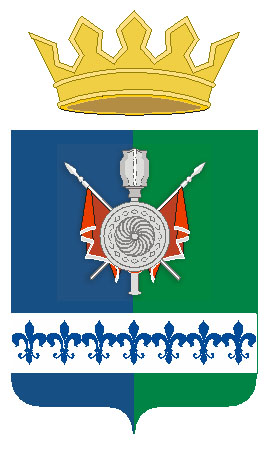

В щите, рассеченном лазурью и зеленью, на почетном месте серебряный круглый тарч, расположенный на скрещенных червленом шестопере (булаве) и двух того же цвета, знаменах с серебряными древками, навершиями и бахромой.
Все указанные фигуры сопровождаются снизу серебряным поясом, обремененным лазоревым поясом, составленным из сомкнутых лилий.
Щит увенчан муниципальной короной установленного образца.

### Флаг Тобольского муниципального района Тюменской области
Описание флага:

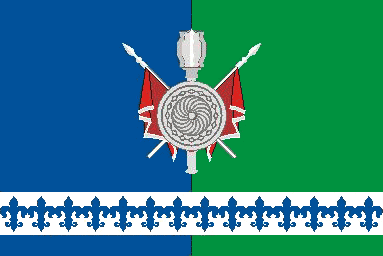

Полотнище с отношением ширине к длине 2:3, составленное из двух равных вертикальных полос синего и зеленого цветов, вдоль нижнего края которого и на расстоянии в 1/12 от ширины полотнища проходит полоса белого цвета шириной в 1/6 от ширины полотнища.
По центру большей, расположенной над белой полосой, части полотнища помещено изображение фигур муниципального герба (щит, булава, знамёна), выполненное белым и красным цветами. Вдоль белой полосы помещено изображение сомкнутых лилий синего цвета. Оборотная сторона полотнища зеркально воспроизводит лицевую.

### Гимн Тобольского муниципального района Тюменской области
В рамках юбилейных мероприятий, посвященных 90-летию со дня образования Тобольского района с первого июля по пятое августа 2013 года администрацией Тобольского муниципального района был объявлен конкурс «На лучший текст песни о Тобольском районе». В конкурсе победила Надежда Николаевна Смирных, жительница с. Кутарбитка. Её стихи, положенные на музыку руководителя вокального ансамбля МАУ «ТРЦК» А. П. Трегуба, стали неофициальным гимном Тобольского района.
Тобольский район. Здесь причал наш и дом
Озера и реки, синь неба без края.
Живет не одно поколение в нем
Делами его прославляя.
Припев:
Богат он лесами и рыбой своей,
Пушниной давно уже мир удивляет,
Еще он богат на надежных людей
Что в наших местах проживают.
Стояли они у истоков создания
Себя не жалея подняли район.
Прошел он годину лихих испытаний,
Надеждою вновь окрылен.
Припев:
Богат он лесами и рыбой своей,
Пушниной давно уже мир удивляет,
Еще он богат на надежных людей
Что в наших местах проживают.
Огромные планы, но каждый уверен
Исполнится все, знай трудись, не ленись.
Идем мы все вместе к поставленной цели
Достойной была чтоб крестьянская жизнь.
Припев:
Богат он лесами и рыбой своей,
Пушниной давно уже мир удивляет,
Еще он богат на надежных людей
Что в наших местах проживают.
Земля моя Тобольского района
Незримо силы каждому даешь.
Пусть над тобою колокольным звоном
Разносится все доброе, чем ты живешь.
Пусть над тобою колокольным звоном
Разносится все доброе, чем ты живешь.
Припев:
Богат он лесами и рыбой своей,
Пушниной давно уже мир удивляет,
Еще он богат на надежных людей

Что в наших местах проживают.

## Муниципально-территориальное устройство
В Тобольском муниципальном районе 22 сельских поселения, включающих 118 населённых пунктов:
| №  | Сельские поселения                    | Административный центр | Количество населённых пунктов | Население | Площадь, км2 |
| -- | ------------------------------------- | ---------------------- | ----------------------------- | --------- | ------------ |
| 1  | Абалакское сельское поселение         | село Абалак            | 3                             | ↗1279     | 171,16       |
| 2  | Ачирское сельское поселение           | деревня Ачиры          | 3                             | ↗839      | 3615,67      |
| 3  | Байкаловское сельское поселение       | село Байкалово         | 4                             | ↗1834     | 248,86       |
| 4  | Башковское сельское поселение         | деревня Башкова        | 7                             | ↗1493     | 73,58        |
| 5  | Булашовское сельское поселение        | село Булашово          | 5                             | ↗635      | 303,83       |
| 6  | Верхнеаремзянское сельское поселение  | село Верхние Аремзяны  | 7                             | ↗675      | 579,27       |
| 7  | Ворогушинское сельское поселение      | село Ворогушино        | 7                             | ↗1907     | 104,39       |
| 8  | Дегтяревское сельское поселение       | село Дегтярево         | 5                             | ↗799      | 244,82       |
| 9  | Ермаковское сельское поселение        | село Ермаково          | 5                             | ↗544      | 339,00       |
| 10 | Загваздинское сельское поселение      | деревня Загваздина     | 3                             | ↗590      | 164,22       |
| 11 | Карачинское сельское поселение        | село Карачино          | 5                             | ↗559      | 362,28       |
| 12 | Кутарбитское сельское поселение       | село Кутарбитка        | 9                             | ↗1286     | 1380,91      |
| 13 | Лайтамакское сельское поселение       | село Лайтамак          | 5                             | ↘710      | 5833,22      |
| 14 | Малозоркальцевское сельское поселение | село Малая Зоркальцева | 11                            | ↗2258     | 898,19       |
| 15 | Надцынское сельское поселение         | посёлок Надцы          | 3                             | ↘706      | 264,00       |
| 16 | Овсянниковское сельское поселение     | деревня Овсянникова    | 8                             | ↗900      | 463,15       |
| 17 | Полуяновское сельское поселение       | деревня Полуянова      | 4                             | ↗477      | 193,87       |
| 18 | Прииртышское сельское поселение       | посёлок Прииртышский   | 2                             | ↗2105     | 94,86        |
| 19 | Санниковское сельское поселение       | село Санниково         | 8                             | ↘919      | 340,26       |
| 20 | Сетовское сельское поселение          | посёлок Сетово         | 1                             | ↘778      | 1,32         |
| 21 | Ушаровское сельское поселение         | село Ушарова           | 10                            | ↘443      | 929,01       |
| 22 | Хмелевское сельское поселение         | деревня Хмелева        | 3                             | ↗397      | 615,66       |

## Населённые пункты
| №   | Населённый пункт   | Тип     | Население | Муниципальное образование             |
| --- | ------------------ | ------- | --------- | ------------------------------------- |
| 1   | Абалак             | село    | 806       | Абалакское сельское поселение         |
| 2   | Абрамова           | деревня | 58        | Малозоркальцевское сельское поселение |
| 3   | Алга               | деревня | 103       | Байкаловское сельское поселение       |
| 4   | Араповская         | деревня | 6         | Абалакское сельское поселение         |
| 5   | Ахманай            | деревня | 61        | Хмелевское сельское поселение         |
| 6   | Ачиры              | деревня | 356       | Ачирское сельское поселение           |
| 7   | Бабандина          | деревня | 16        | Малозоркальцевское сельское поселение |
| 8   | Байгара            | деревня | 106       | Полуяновское сельское поселение       |
| 9   | Байкалово          | село    | ↗1720     | Байкаловское сельское поселение       |
| 10  | Бакшеева           | деревня | 13        | Санниковское сельское поселение       |
| 11  | Башкова            | деревня | 532       | Башковское сельское поселение         |
| 12  | Бизино             | село    | 817       | Ворогушинское сельское поселение      |
| 13  | Бишура             | деревня | 0         | Кутарбитское сельское поселение       |
| 14  | Бобова             | деревня | 52        | Кутарбитское сельское поселение       |
| 15  | Большая Блинникова | деревня | 43        | Карачинское сельское поселение        |
| 16  | Бронниково         | село    | 26        | Малозоркальцевское сельское поселение |
| 17  | Булашово           | село    | 540       | Булашовское сельское поселение        |
| 18  | Вармахли           | деревня | 65        | Лайтамакское сельское поселение       |
| 19  | Вахрушева          | деревня | 25        | Загваздинское сельское поселение      |
| 20  | Верхние Аремзяны   | село    | 275       | Верхнеаремзянское сельское поселение  |
| 21  | Веснина            | деревня | 21        | Башковское сельское поселение         |
| 22  | Винокурова         | деревня | 61        | Малозоркальцевское сельское поселение |
| 23  | Ворогушино         | село    | 315       | Ворогушинское сельское поселение      |
| 24  | Дегтярево          | село    | 309       | Дегтяревское сельское поселение       |
| 25  | Денисова           | деревня | 28        | Башковское сельское поселение         |
| 26  | Долбилова          | деревня | 12        | Карачинское сельское поселение        |
| 27  | Дурынина           | деревня | 14        | Башковское сельское поселение         |
| 28  | Елань              | деревня | 72        | Хмелевское сельское поселение         |
| 29  | Епанчина           | деревня | 217       | Загваздинское сельское поселение      |
| 30  | Ермаково           | село    | 231       | Ермаковское сельское поселение        |
| 31  | Загваздина         | деревня | 255       | Загваздинское сельское поселение      |
| 32  | Заимка-Тренина     | деревня | 1         | Ушаровское сельское поселение         |
| 33  | Зольникова         | деревня | 13        | Ушаровское сельское поселение         |
| 34  | Иземеть            | деревня | 189       | Ачирское сельское поселение           |
| 35  | Ингаир             | посёлок | 245       | Надцынское сельское поселение         |
| 36  | Ирек               | деревня | 130       | Байкаловское сельское поселение       |
| 37  | Иртышатские Юрты   | деревня | 94        | Ворогушинское сельское поселение      |
| 38  | Исеневская         | деревня | 8         | Ворогушинское сельское поселение      |
| 39  | Ишменева           | деревня | 134       | Ачирское сельское поселение           |
| 40  | Карачино           | село    | 496       | Карачинское сельское поселение        |
| 41  | Карташи            | деревня | 13        | Овсянниковское сельское поселение     |
| 42  | Качипова           | деревня | 5         | Дегтяревское сельское поселение       |
| 43  | Кирюшина           | деревня | 3         | Верхнеаремзянское сельское поселение  |
| 44  | Клепалова          | деревня | 0         | Верхнеаремзянское сельское поселение  |
| 45  | Корикова           | деревня | 62        | Овсянниковское сельское поселение     |
| 46  | Кугаева            | деревня | 18        | Овсянниковское сельское поселение     |
| 47  | Куприна            | деревня | 84        | Байкаловское сельское поселение       |
| 48  | Кутарбитка         | село    | 561       | Кутарбитское сельское поселение       |
| 49  | Лайтамак           | село    | 483       | Лайтамакское сельское поселение       |
| 50  | Ломаева            | деревня | 304       | Башковское сельское поселение         |
| 51  | Лыткина            | деревня | 360       | Малозоркальцевское сельское поселение |
| 52  | Македонова         | деревня | 21        | Ушаровское сельское поселение         |
| 53  | Малая Зоркальцева  | село    | 624       | Малозоркальцевское сельское поселение |
| 54  | Малокугаева        | деревня | 4         | Ушаровское сельское поселение         |
| 55  | Мартяшева          | деревня | 13        | Дегтяревское сельское поселение       |
| 56  | Маслова            | деревня | 249       | Санниковское сельское поселение       |
| 57  | Медведчикова       | деревня | 283       | Малозоркальцевское сельское поселение |
| 58  | Медянки Русские    | деревня | 59        | Ворогушинское сельское поселение      |
| 59  | Медянки Татарские  | деревня | 296       | Ворогушинское сельское поселение      |
| 60  | Меримовская        | деревня | 6         | Карачинское сельское поселение        |
| 61  | Михайловка         | деревня | 178       | Башковское сельское поселение         |
| 62  | Мостовая           | деревня | 5         | Полуяновское сельское поселение       |
| 63  | Надцы              | посёлок | 683       | Надцынское сельское поселение         |
| 64  | Нерда              | деревня | 17        | Булашовское сельское поселение        |
| 65  | Нижнерепина        | деревня | 8         | Булашовское сельское поселение        |
| 66  | Нижние Аремзяны    | деревня | 716       | Малозоркальцевское сельское поселение |
| 67  | Новая Бишура       | деревня | 18        | Кутарбитское сельское поселение       |
| 68  | Новоселова         | деревня | 31        | Ушаровское сельское поселение         |
| 69  | Носкинская         | деревня | 44        | Ушаровское сельское поселение         |
| 70  | Овсянникова        | деревня | 442       | Овсянниковское сельское поселение     |
| 71  | Октябрьский        | посёлок | 72        | Верхнеаремзянское сельское поселение  |
| 72  | Панова             | деревня | 19        | Ушаровское сельское поселение         |
| 73  | Панушкова          | деревня | 34        | Малозоркальцевское сельское поселение |
| 74  | Пенья              | посёлок | 53        | Надцынское сельское поселение         |
| 75  | Пивнова            | деревня | 21        | Ушаровское сельское поселение         |
| 76  | Подрезова          | деревня | 289       | Ермаковское сельское поселение        |
| 77  | Подъёмка           | село    | 14        | Ермаковское сельское поселение        |
| 78  | Полуянова          | деревня | 203       | Полуяновское сельское поселение       |
| 79  | Преображенка       | село    | 224       | Абалакское сельское поселение         |
| 80  | Прииртышский       | посёлок | 2000      | Прииртышское сельское поселение       |
| 81  | Пушнятская         | деревня | 80        | Санниковское сельское поселение       |
| 82  | Редькина           | деревня | 45        | Булашовское сельское поселение        |
| 83  | Ровдушка           | деревня | 3         | Верхнеаремзянское сельское поселение  |
| 84  | Ростошь            | деревня | 94        | Верхнеаремзянское сельское поселение  |
| 85  | Сабанаки           | деревня | 158       | Ворогушинское сельское поселение      |
| 86  | Савина             | деревня | 121       | Овсянниковское сельское поселение     |
| 87  | Санниково          | село    | 380       | Санниковское сельское поселение       |
| 88  | Сетово             | посёлок | ↘778      | Сетовское сельское поселение          |
| 89  | Сибиряк            | посёлок | 288       | Прииртышское сельское поселение       |
| 90  | Симонова           | деревня | 24        | Санниковское сельское поселение       |
| 91  | Соколовка          | деревня | 135       | Башковское сельское поселение         |
| 92  | Старицкая          | деревня | 180       | Санниковское сельское поселение       |
| 93  | Сузгун             | посёлок | 187       | Овсянниковское сельское поселение     |
| 94  | Суклем             | деревня | 15        | Ермаковское сельское поселение        |
| 95  | Тахтагул           | деревня | 132       | Кутарбитское сельское поселение       |
| 96  | Тоболтура          | деревня | 359       | Дегтяревское сельское поселение       |
| 97  | Томилова           | деревня | 7         | Санниковское сельское поселение       |
| 98  | Топкинбашева       | деревня | 80        | Лайтамакское сельское поселение       |
| 99  | Топкинская         | деревня | 105       | Лайтамакское сельское поселение       |
| 100 | Тренина            | деревня | 79        | Овсянниковское сельское поселение     |
| 101 | Турба              | деревня | 68        | Кутарбитское сельское поселение       |
| 102 | Турбинская         | деревня | 136       | Кутарбитское сельское поселение       |
| 103 | Усольцева          | деревня | 21        | Овсянниковское сельское поселение     |
| 104 | Устамак            | деревня | 58        | Санниковское сельское поселение       |
| 105 | Ушакова            | деревня | 66        | Дегтяревское сельское поселение       |
| 106 | Ушарова            | село    | 344       | Ушаровское сельское поселение         |
| 107 | Хмелева            | деревня | 260       | Хмелевское сельское поселение         |
| 108 | Худякова           | деревня | 100       | Кутарбитское сельское поселение       |
| 109 | Чебурга            | деревня | 247       | Кутарбитское сельское поселение       |
| 110 | Черкашина          | деревня | 71        | Ушаровское сельское поселение         |
| 111 | Чукманка           | деревня | 124       | Верхнеаремзянское сельское поселение  |
| 112 | Чушумова           | деревня | 31        | Булашовское сельское поселение        |
| 113 | Шамша              | деревня | 112       | Полуяновское сельское поселение       |
| 114 | Шестакова          | деревня | 132       | Малозоркальцевское сельское поселение |
| 115 | Шишкина            | деревня | 0         | Карачинское сельское поселение        |
| 116 | Экстезерь          | деревня | 20        | Малозоркальцевское сельское поселение |
| 117 | Эртигарка          | деревня | 13        | Ермаковское сельское поселение        |
| 118 | Янгутум            | деревня | 67        | Лайтамакское сельское поселение       |

7 октября 2004 года были упразднены деревни Волкова, Калиновка, Комарова и Подбугорная.
8 июня 2011 года была упразднена деревня  Беломоина.

## Экономика
Отрасли специализации определяются транспортным транзитом по авто- и железной дороге, связывающим Ханты-Мансийский и Ямало-Ненецкий автономные округа с Тюменью, нефтепроводам и ЛЭП, связывающим ресурсные районы Западной Сибири с прочей территорией страны и Тобольским нефтехимическим комбинатом.
Сельское хозяйство, основные поселенческие и транспортные структуры тяготеют к стержневым долинам Иртыша и Тобола. Освоение территории несплошное. На севере около десяти лет добывается нефть Уватской группы месторождений, остальная территория по последним изысканиям также оказалась нефтеносна. Тобольский район занимает часть западного и северо-восточного секторов Северной группы.

## Транспорт
Общая протяженность автомобильных дорог составляет 733,3 км, в том числе 685,8 км дорог с твердым покрытием. Имеется автодорога «Тобольск—Байгара—Курья». Пассажирские перевозки в районе осуществляет Тобольское пассажирское автотранспортное предприятие.
Ранее осуществлялись регулярные авиаперевозки воздушным транспортом из д. Ачиры и д. Лайтамак.

## Достопримечательности

### Объекты культурного наследия
- Федеральные:
  - комплекс памятников архитектуры «Монастырь Абалакский»
  - памятник археологии «Кучумово городище» — бывшая столица Сибирского ханства Искер
- Региональные:
  - Иоанно-Введенский монастырь

### Особо охраняемые природные территории
- Региональные заказники:
  - Абалакский природно-исторический комплекс (88 131 га) — второй в регионе по площади
  - Стершиный, участок 2 (46 100 га) — пятый в регионе по площади
  - Тобольский материк (3 581 га)
- Региональные памятники природы:
  - Карташовский бор (139 га)
  - Медянская роща (120 га)

### Палеоантропология
У полуяновской деревни Байгара (выше Тобольска по правому берегу Иртыша) была обнаружена таранная (надпяточная) кость человека эпохи мезолита возрастом 10,4 тыс. лет. Образец имеет сходство с надпяточной костью Схул IV возрастом 100 тыс. лет из израильской пещеры Схул.